# Boarmia microdoxa
Boarmia microdoxa là một loài bướm đêm trong họ Geometridae.